# هواپیمایی امارات
هواپیمایی امارات (به انگلیسی: Emirates Airlines) شرکت هواپیمایی اماراتی است، که دفتر مرکزی آن در شهر دبی قرار دارد. این شرکت متعلّق به امارات متحدهٔ عربی است و پروازهای منظم روزانه‌ای را از دبی به مقاصدی در خاورمیانه، خاور دور، اروپا، آفریقا، شبه قاره هند، جنوب شرق آسیا، آمریکای جنوبی و آمریکای شمالی و استرالیا انجام می‌دهد. فرودگاه بین‌المللی دبی، قطب این شرکت هواپیمایی به‌شمار می‌آید.
هواپیمایی امارات  بزرگ‌ترین شرکت هواپیمایی در خاورمیانه است. این شرکت در حال حاضر نزدیک به ۳۰۰ هواپیمای فعال و شمار زیادی نیز در دست سفارش دارد. بر پایه آخرین برآورد بیش از ۱۸ هزار خدمه پرواز را به خدمت گرفته‌است و در هفته بیش از ۳٫۴۰۰ پرواز به ۱۳۳ شهر واقع در ۷۴ کشور جهان، انجام می‌دهد، هواپیمایی امارات در سال ۲۰۱۲ از نظر شمار انتقال مسافر بین‌المللی، در رتبهٔ چهارم از بزرگ‌ترین شرکت‌های هواپیمایی قرار گرفت. همچنین در سال ۲۰۱۳ به عنوان بهترین شرکت هواپیمایی جهان انتخاب شد.
در سال ۲۰۱۶ وبگاه worldairlineawards که رده‌بندی‌های شرکت‌های هوایی در جهان را انجام می‌دهد، شرکت هوایی امارات را با چهار پله صعود به عنوان بهترین خط هوایی سال انتخاب کرد.

## تاریخچه
هواپیمایی امارات در ماه مه سال ۱۹۸۵ توسط حکومت دبی تأسیس شد و فعالیت‌هایش را از روز ۲۵ اکتبر سال ۱۹۸۵ با پروازهایی به بمبئی و دهلی آغاز کرد. در اکتبر همان سال پرواز دبی-کراچی نیز راه‌اندازی شد. نخستین هواپیماهای آن را یک فروند ایرباس ای۳۰۰ و یک فروند بوئینگ ۷۳۷–۳۰۰ که از PIA هواپیمایی پاکستان اجاره کرده بود تشکیل می‌دادند. سپس دو فروند بوئینگ ۷۲۷–۲۰۰ ادونسد دست دوم به ناوگان آن پیوستند. این ۴ فروند تا ورود نخستین هواپیماهای نو به ناوگان امارات تنها هواپیماهای آن را تشکیل می‌دادند.

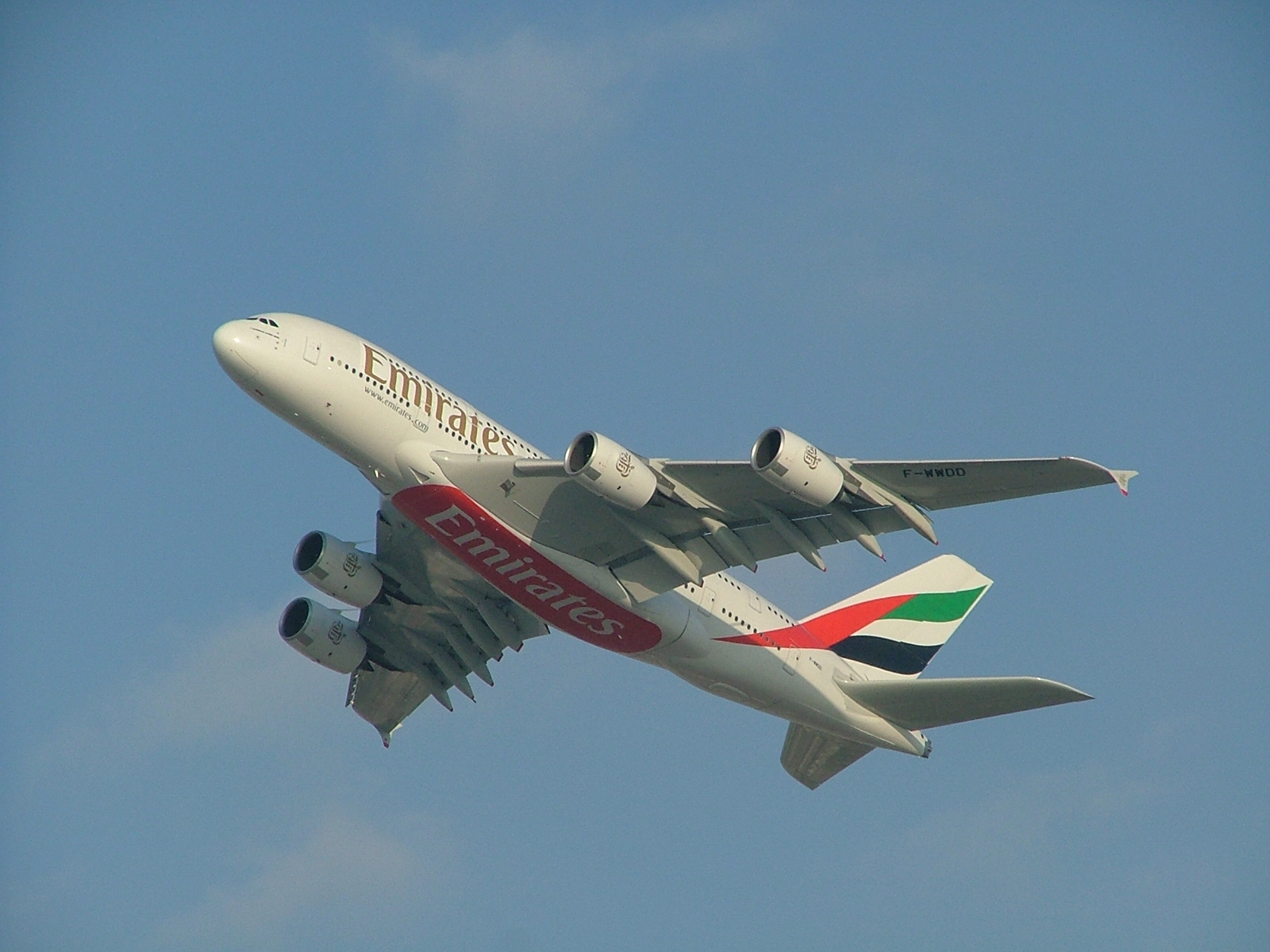
هواپیمای ایرباس ای۳۸۰، بزرگ‌ترین هواپیمای مسافربری جهان، در لباس امارات در نمایشگاه هوایی دبی

نخستین پرواز اروپایی امارات در ژوئیهٔ ۱۹۸۷ به مقصد فرودگاه گت ویک لندن انجام گرفت. پروازهای شرکت به مقصد خاور دور در ژوئن ۱۹۹۰ با پرواز به سنگاپور آغاز گشت. در سال ۱۹۹۸ امارات ۴۰٪ سهام شرکت هواپیمایی ایر لانکا را خریداری نمود و مدیریت این شرکت سریلانکایی را برعهده گرفت. در پی این قرارداد نام شرکت مذکور به هواپیمایی سریلانکا تغییر یافت. در حال حاضر امارات تنها شرکت هواپیمایی در جهان به‌شمار می‌رود که قادر است مسافرین خود را تنها با یک توقف از استرالیا به فرودگاه جان اف کندی نیویورک برساند. امارات اسکای کارگو نام شرکت هوایی باری امارات است.
هواپیمایی امارات در سال مالی ۲۰۰۴–۲۰۰۵ سودی برابر ۳۶۸ میلیون درهم را به حکومت دوبی پرداخت کرد، این در حالی است که این رقم در سال پیش از آن ۳۲۹ میلیون درهم بود. در مجموع از سال ۱۹۹۹ امارات مبلغی برابر ۱/۱ میلیارد درهم را به عنوان سود سهام به حکومت دوبی پرداخت کرده‌است (لازم است ذکر شود تا پیش از این تاریخ سودی از این شرکت دریافت نمی‌شد). با وجود اینکه حکومت دوبی تنها سهام دار این شرکت به‌شمار می‌رود تاکنون هیچ یارانه‌ای به آن پرداخت نکرده‌است؛ البته به جز تأمین سرمایه اولیه هواپیمایی که مبلغی در نزدیک به ۱۰ میلیون دلار بود و همچنین نزدیک به ۸۰ میلیون دلار که در زمان آغاز به کار شرکت در آن سرمایه‌گذاری شد. در واقع می‌توان گفت مقامات سیاسی دوبی تا آنجا که بتوانند هیچ دخالتی در اداره امارات انجام نمی‌دهند. در حال حاضر امارات توسط یک گروه خارجی به سرپرستی مدیری بریتانیایی به نام موریس فلاناگان ۷۷ ساله اداره می‌شود. همه مدیران این شرکت دارای پیشینه طولانی مدیریتی در شرکت‌های بزرگ صنعتی جهان هستند. هواپیمایی امارات در همه سال‌های فعالیتش، به جز سال دوم آن همواره شرکتی سودآور بوده‌است.
هواپیمایی امارات در سال مالی ۲۰۰۵ با دریافت نزدیک به ۶/۲ میلیارد درهم (برابر ۷۰۸ میلیون دلار) سود خالص رکورد تازه‌ای در تاریخ فعالیت‌های خود برجای گذاشت. (کل درآمد شرکت در این سال ۱/۱۹ میلیارد درهم بود) این در حالی است که در سال مذکور اکثر شرکت‌های هواپیمایی جهان با بحران‌های شدید مالی دست به گریبان بودند. (به سبب افزایش بهای سوخت هواپیما در پی روند رو به رشد قیمت جهانی نفت و تبعات حادثه سونامی در جنوب و جنوب شرق آسیا که بر صنعت گردشگری جهان تأثیر منفی فراوانی گذاشت) در این سال هواپیمایی امارات میزبان بیش از ۵۲/۱۲ میلیون مسافر بود که این آمار نسبت به سال ۲۰۰۴، ۱/۲ میلیون نفر افزایش نشان می‌دهد. این شرکت ۱۶۱۱۹ نفر را در استخدام خود دارد.

## روش مدیریت
موفقیت‌های اخیر شرکت امارات که آن را به کلی از رقبای منطقه ایش متمایز کرده‌است بر چند اصل زیر استوار است:
- این شرکت برخلاف سایر هواپیمایی‌های حامل پرچم ساختار سازمانی بسیار ساده‌ای دارد. این موضوع سبب شده هیچ هزینه اضافه‌ای بر آن تحمیل نشود.
- صرفه جویی در این شرکت حرف اول را می‌زند به گونه‌ای که کارشناسان امارات را از نظر کاهش هزینه‌های غیرضروری پس از شرکت رایان‌ایر در جایگاه دوم می‌دانند.
- هواپیمایی امارات تاکنون عضویت در همه کارتلهای بزرگ هوایی را رد کرده‌است. این شرکت مزایای این کارتل‌ها نظیر افزایش مشتریان را با توجه به هزینه زیاد عضویت در آن‌ها نادیده گرفته‌است.
- از آنجا که همه ناوگان هواپیمایی امارات را هواپیمای پهن‌پیکر تشکیل می‌دهند، هزینهٔ سفر با آن نسبت با شرکت‌هایی که از ترکیبی از هواپیماهای باریک‌پیکر و پهن‌پیکر استفاده می‌کنند کمتر است. چرا که آن را قادر ساخته در همه پروازهای خود مقداری بار اضافی نیز حمل کند که این موضوع درآمد و سود کلیش را افزایش داده‌است.
- قرار گرفتن پایگاه هواپیمایی امارات در دبی یکی از مهم‌ترین مزیت‌هایش به‌شمار می‌رود، از جمله اینکه می‌تواند از موقعیت خاص جغرافیایی این شهر برای حمل بار و مسافر به خاور دور، آفریقا، شبه قاره هند و اروپا استفاده کند. همچنین با توجه به عدم وجود محدودیت برای پروازهای شبانه از فرودگاه بین‌المللی دبی این شرکت می‌تواند از حداکثر توان ناوگان خود استفاده کند.
- همه ناوگان هواپیمایی امارات را هواپیماهای نو تشکیل می‌دهند، این موضوع مصرف سوخت شرکت را کاهش داده‌است.
- جوان بودن این شرکت سبب شده با هیچ‌یک از مشکلات معمول شرکت‌های بزرگ هواپیمایی همچون دیوان‌سالاری، هزینه‌های زائد و اعتصاب‌های کارمندان مواجه نباشد.[۱۲]

## جایگاه در صنعت هواپیماسازی
هواپیمایی امارات از کاهش شدید قیمت هواپیماهای ایرباس و بوئینگ در نخستین سال‌های پس از حادثهٔ ۱۱ سپتامبر بیشترین بهره‌برداری ممکن را نمود و در همان زمان قرارداد خرید بیش از ۱۵۰ فروند هواپیمای پهن‌پیکر را با این دو شرکت به امضا رساند. این موضوع سبب شده که همگان امارات را یکی از غول‌های آیندهٔ صنعت هوایی جهان به‌شمار آورند. این شرکت ظرف کمتر از دو دهه از یک شرکت بسیار کوچک محلی در دههٔ ۱۹۸۰، به یک شرکت هوایی منطقه‌ای در دههٔ ۱۹۹۰ و در سال‌های آغازین سدهٔ ۲۱ به رقیبی جدی برای بیشتر شرکت‌های هوایی جهان تبدیل شد. امروزه عدهٔ زیادی عقیده دارند که امارات در مسیر تبدیل‌شدن به بزرگ‌ترین بهره‌بردار هواپیماهای پهن‌پیکر در جهان قرار دارد. با تحویل هواپیماهای سفارش‌داده‌شدهٔ این شرکت و خریدهای تازه‌ای که در دست اقدام دارد، این موضوع به‌هیچ‌وجه دور از دسترس به نظر نمی‌رسد.

## مناقشه
امروزه غول‌های هوایی اروپا و استرالیا یعنی ایر فرانس-کی‌ال‌ام، لوفت‌هانزا، بریتیش ایرویز و کانتاس، امارات را تهدیدی جدی برای آینده خود به‌شمار می‌آورند. چرا که از تصمیم امارات برای تبدیل شدن به یک شرکت مادر هوایی به خوبی آگاهند. در صورتی که امارات روند رو به رشد خود را در سال‌های آینده نیز ادامه دهد به زودی فرودگاه بین‌المللی دبی جایگاه فرودگاه‌های اروپایی بزرگی نظیر هیث‌رو لندن، فرودگاه بین‌المللی فرانکفورت، و فرودگاه شارل دوگل پاریس را در ترانزیت مسافران بین آسیا و آمریکای شمالی و همچنین استرالیا خواهد گرفت. شرکت‌های هوایی بزرگ جهان به خوبی می‌دانند به دلیل هزینه‌های بالایی که با آن‌ها دست به گریبان‌اند به هیچ وجه قدرت رقابت با این شرکت هواپیمایی را نخواهند داشت. شماری از این شرکت‌ها نظیر ایر فرانس و کانتاس با ابراز نگرانی از تأثیر زیان‌بار رشد روزافزون ظاهری امارات بر خود، آن را به دریافت یارانههای پنهانی از حکومت دوبی متهم کرده و روابط آن با متصدیان فرودگاه بین‌المللی دبی و مسئولان هوانوردی امارات عربی متحده را مشکوک ارزیابی می‌کنند. آن‌ها همچنین امارات را به سوء استفاده از موقعیت حکومتی سهامدارانش متهم نموده‌اند. در ۱۶ اوت ۲۰۱۸ پروازهای قطر به امارات معلق شد. این شرکت‌ها معتقدند سهامداران صاحب نفوذ امارات بر عملکرد حقیقی شرکت سرپوش گذاشته و وام‌های دولتی آن را پنهان می‌کنند.

## کرونا
در ژوئن ۲۰۲۱ هواپیمایی امارات اعلام کرد که به دلیل همه‌گیری کرونا ۵/۵ میلیارد دلار آمریکا ضرر کرده‌است.

## ناوگان
ناوگان مسافربری فعال:
| هواپیما              | در حال خدمت | سفارش | ظرفیت مسافر      | ظرفیت مسافر      | ظرفیت مسافر      | ظرفیت مسافر      | توضیحات                             |
| هواپیما              | در حال خدمت | سفارش | F                | C                | Y                | کل               | توضیحات                             |
| -------------------- | ----------- | ----- | ---------------- | ---------------- | ---------------- | ---------------- | ----------------------------------- |
| بوئینگ ۷۸۷ دریم‌لاینر | _           | ۴۰    | _                | _                | _                | _                | فعلا مشخص نشده                      |
| ایرباس ای ۳۸۰–۸۰۰    | ۱۱۴         | ۹     | ۱۴               | ۷۶               | ۳۹۹              | ۴۸۹              | بزرگ‌ترین کاربر ایرباس ای ۳۸۰–۸۰۰    |
| ایرباس ای ۳۸۰–۸۰۰    | ۱۱۴         | ۹     | ۱۴               | ۷۶               | ۴۰۱              | ۴۹۱              | بزرگ‌ترین کاربر ایرباس ای ۳۸۰–۸۰۰    |
| ایرباس ای ۳۸۰–۸۰۰    | ۱۱۴         | ۹     | ۱۴               | ۷۶               | ۴۲۶              | ۵۱۶              | بزرگ‌ترین کاربر ایرباس ای ۳۸۰–۸۰۰    |
| ایرباس ای ۳۸۰–۸۰۰    | ۱۱۴         | ۹     | ۱۴               | ۷۶               | ۴۲۷              | ۵۱۷              | بزرگ‌ترین کاربر ایرباس ای ۳۸۰–۸۰۰    |
| ایرباس ای ۳۸۰–۸۰۰    | ۱۱۴         | ۹     | ۱۴               | ۷۶               | ۴۲۹              | ۵۱۹              | بزرگ‌ترین کاربر ایرباس ای ۳۸۰–۸۰۰    |
| ایرباس ای ۳۸۰–۸۰۰    | ۱۱۴         | ۹     | —                | ۵۸               | ۵۵۷              | ۶۱۵              | بزرگ‌ترین کاربر ایرباس ای ۳۸۰–۸۰۰    |
| بوئینگ ۷۷۷–۲۰۰ ال آر | ۱۰          | —     | ۸                | ۴۲               | ۲۱۶              | ۲۶۶              |                                     |
| بوئینگ ۷۷۷–۲۰۰ ال آر | ۱۰          | —     | —                | ۳۸               | ۲۶۴              | ۳۰۲              |                                     |
| بوئینگ ۷۷۷–۳۰۰ ای آر | ۱۳۴         | —     | ۸                | ۴۲               | ۳۰۴              | ۳۵۴              | بزرگ‌ترین کاربر بوئینگ ۷۷۷–۳۰۰ ای آر |
| بوئینگ ۷۷۷–۳۰۰ ای آر | ۱۳۴         | —     | ۸                | ۴۲               | ۳۰۶              | ۳۵۶              | بزرگ‌ترین کاربر بوئینگ ۷۷۷–۳۰۰ ای آر |
| بوئینگ ۷۷۷–۳۰۰ ای آر | ۱۳۴         | —     | ۸                | ۴۲               | ۳۱۰              | ۳۶۰              | بزرگ‌ترین کاربر بوئینگ ۷۷۷–۳۰۰ ای آر |
| بوئینگ ۷۷۷–۳۰۰ ای آر | ۱۳۴         | —     | ۶                | ۴۲               | ۳۰۶              | ۳۵۴              | بزرگ‌ترین کاربر بوئینگ ۷۷۷–۳۰۰ ای آر |
| بوئینگ ۷۷۷–۳۰۰ ای آر | ۱۳۴         | —     | —                | ۴۲               | ۳۸۶              | ۴۲۸              | بزرگ‌ترین کاربر بوئینگ ۷۷۷–۳۰۰ ای آر |
| بوئینگ ۷۷۷ ایکس      | —           | ۱۱۵   | اعلام خواهد شد.  | اعلام خواهد شد.  | اعلام خواهد شد.  | اعلام خواهد شد.  | شروع تحویل از۲۰۲۲                   |
| بوئینگ ۷۷۷ اف        | ۱۲          | —     | باری-بدون صندلی. | باری-بدون صندلی. | باری-بدون صندلی. | باری-بدون صندلی. |                                     |
| ایرباس ای۳۱۹-۱۰۰     | ۱           | —     | VIP              | VIP              | VIP              | VIP              | مورد استفاده در پروازهای تشریفاتی   |
| مجموع                | ۲۷۱         | ۲۰۴   |                  |                  |                  |                  |                                     |

### ناوگان سابق
| هواپیما           | بازنشستگی    |
| ----------------- | ------------ |
| ایرباس ای۳۰۰ بی۴  | نوامبر ۱۹۸۸  |
| ایرباس ای۳۰۰-۶۰۰  | آوریل ۲۰۰۳   |
| ایرباس ای۳۱۰-۳۰۰  | مارس ۲۰۰۹    |
| ایرباس ای۳۳۰-۲۰۰  | اکتبر ۲۰۱۶   |
| ایرباس ای۳۴۰-۳۰۰  | اکتبر ۲۰۱۶   |
| ایرباس ای۳۴۰-۵۰۰  | مارس ۲۰۱۶    |
| بوئینگ ۷۳۷-۳۰۰    | اکتبر ۱۹۸۷   |
| بوئینگ ۷۴۷-۴۰۰ اف | دسامبر ۲۰۱۷  |
| بوئینگ ۷۷۷-۳۰۰    | سپتامبر ۲۰۱۸ |

## مقصدهای پروازی

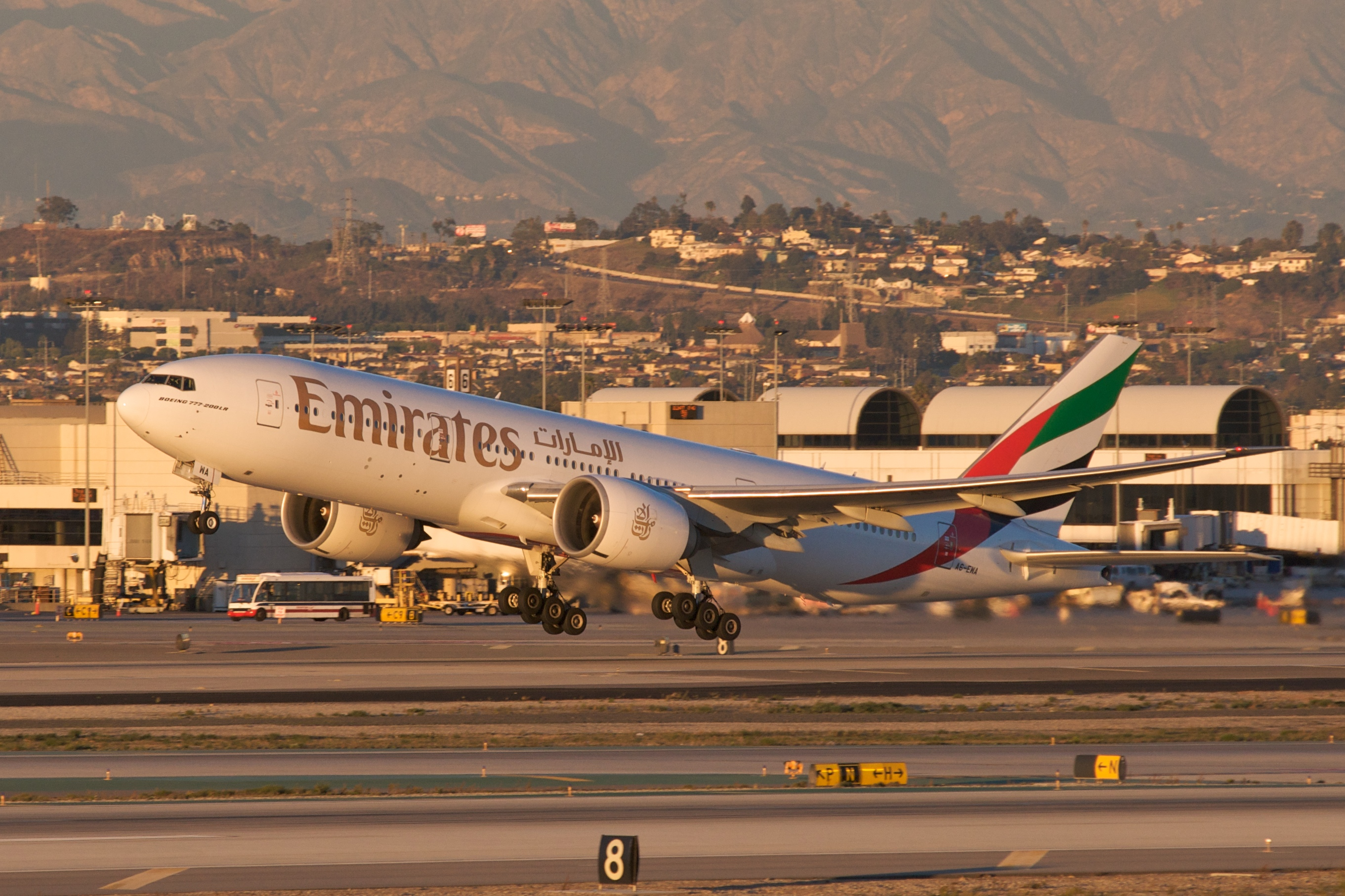
یک فروند بویینگ۲۰۰–۷۷۷ متعلق به هواپیمایی امارات در حال برخاستن از فرودگاه بین‌المللی لس‌آنجلس

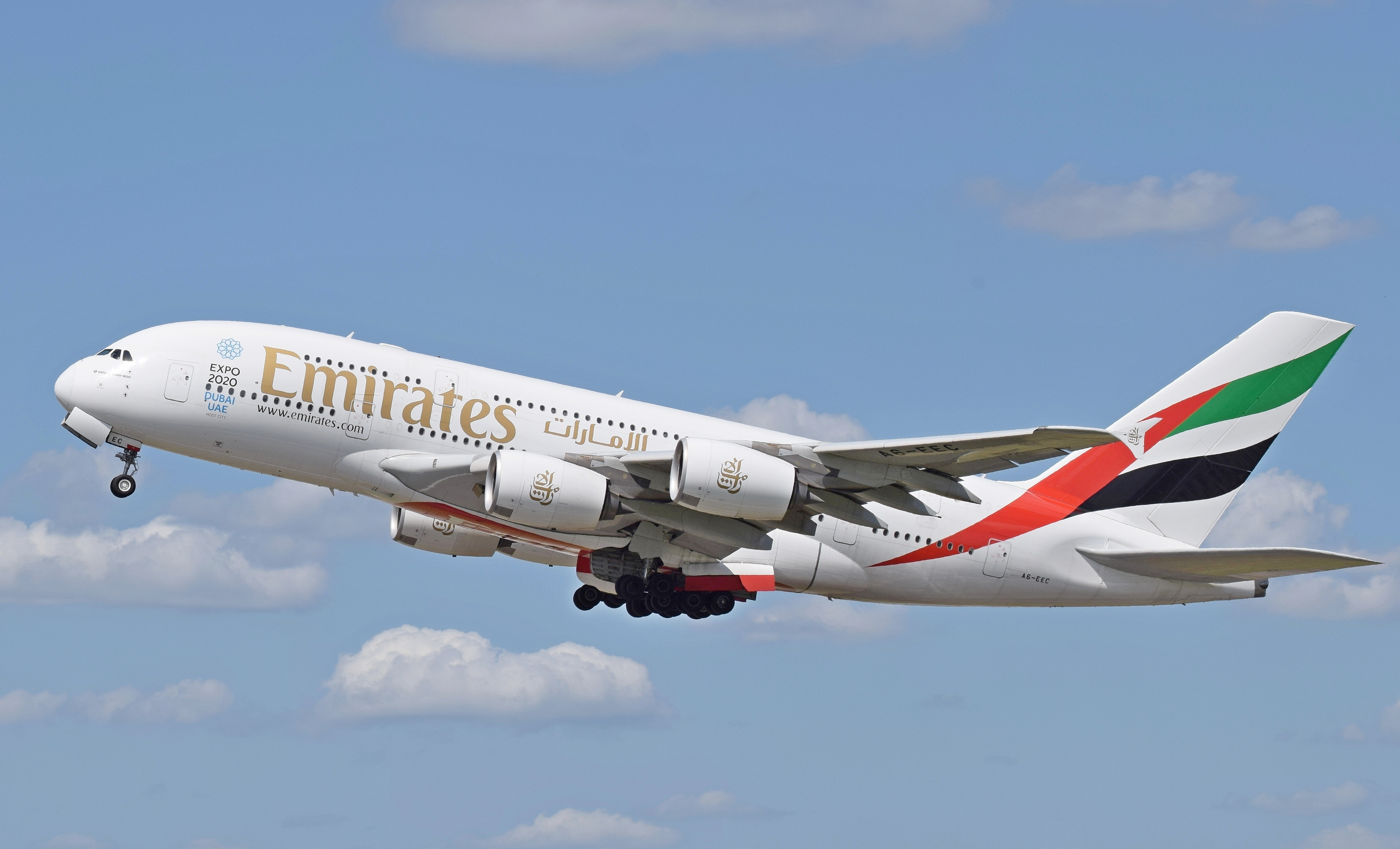
یک فروند ایرباس آ۳۸۰ متعلق به هواپیمایی امارات در حال ترک فرودگاه هیترو لندن (۲۰۱۵)

هواپیمایی امارات هر هفته بیش از ۳٫۰۰۰ پرواز به ۱۴۰ مقصد در بیش از ۷۰ کشور در ۶ قارهٔ جهان از فرودگاه دوبی انجام می‌دهد.

### اتحادیه
امارات عضو هیچ‌کدام از اتحادیه‌های شرکت‌های هواپیمایی بزرگ جهان یعنی وان‌ورلد، اسکای‌تیم و استار الاینس نیست.

### قرارداد نماد مشترک
هواپیمایی امارات با شرکت‌های هواپیمایی زیر قرارداد نماد مشترک دارد:
- ایر ایندیا
- ایر مالتا
- ایر موریشوس
- آلاسکا ایرلاینز/هوریزن ایر
- بانکوک ایرویز
- کوپا ایرلاینز
- فلای‌بی
- فلای‌دبی[۱۵]
- خطوط هوایی ژاپن
- جت‌بلو
- جت‌استار
- جت‌استار آسیا ایرویز
- کورین ایر
- مالزی ایرلاینز
- کانتاس
- اس۷ ایرلاینز[۱۶]
- اس‌ان‌سی‌اف (راه‌آهن)
- هواپیمایی آفریقای جنوبی
- تاپ پرتغال
- تای ایرویز اینترنشنال
- ترن ایتالیا (راه‌آهن)[۱۷]
- وست جت

## سفارش‌ها

### ایرباس ۳۸۰
- شرکت امارات ۱۴۲ فروند از بزرگ‌ترین هواپیمای مسافربری جهان یعنی ایرباس ای۳۸۰ را به شرکت ایرباس سفارش داده‌است و پس از سنگاپور ایرلاینز و کانتاس سومین شرکت هواپیمایی جهان بود که این هواپیمای غول‌پیکر را دریافت کرد. این شرکت تا ژانویه سال ۲۰۱۸ میلادی ۱۰۱فروند از سفارش‌های ایرباس ای۳۸۰ خود را دریافت کرده‌است که بزرگ‌ترین کاربر این نوع هواپیما در دنیا قلمداد می‌شود.[۱۸] بر پایه اعلام مسئولین ایرباس اگر این هواپیما سفارش تازه‌ای دریافت نمی‌کرد خط تولید آن تا سال ۲۰۲۰ تعطیل می‌شد که از این رو مذاکرات با امارات برای خرید شمار بیشتری از این هواپیما در جریان بوده‌است. در تاریخ ۱۸ ژانویه ۲۰۱۸ شرکت ایرباس از توافق با امارات به منظور خرید ۳۶ فروند دیگر از هواپیمای ایرباس ۳۸۰ خبر داد که ارزش این معامله بالغ بر ۱۶ میلیارد دلار بوده و تحویل هواپیماها از ۲۰۲۰ آغاز می‌شود. این اتفاق سبب بازماندن خط تولید این هواپیما تا یک دهه دیگر شد.[۱۹] با احتساب این ۳۶ فروند و در صورت تحویل همه سفارش‌ها، ناوگان این ایرلاین دارای ۱۷۶ فروند ایرباس ۳۸۰ خواهد بود.
- در ماه مه ۲۰۰۶ هواپیمایی امارات سفارش ۲ فروند ایرباس ای۳۸۰–۸۰۰ اف باری خود را، به دو فروند ایرباس ای۳۸۰ مسافری تغییر داد و اعلام کرد به جای آن قصد خرید ۱۰ فروند بوئینگ ۷۴۷–۸ اف را دارد. هواپیمایی امارات علت این موضوع را ویژگی‌های نامناسب هواپیمای ایرباس اعلام کرد.[۲۰] پس از این تغییر در تصمیم هواپیمایی امارات ایرباس، بوئینگ را به دادن اطلاعات نادرست دربارهٔ هواپیمای ایرباس ای۳۸۰–۸۰۰ به شرکت‌های هواپیمایی، متهم کرد. اما واقعیت این است که هواپیمایی امارات، ۷۴۷–۸ را به دلیل قابلیت منحصربه‌فردش در بارگیری از دماغه خود، انتخاب کرد، ویژگی که محصول تازه ایرباس فاقد آن است. این هواپیماهای باری به ناوگان امارات اسکای کارگو خواهند پیوست. علاوه بر این هواپیمایی امارات اعلام کرده در حال بررسی خرید بوئینگ ۷۴۷–۸ آی است. این هواپیما نسبت به گونه عادی بوئینگ ۷۴۷–۸ طول بیشتری دارد و به همین دلیل گنجایش آن بیشتر به ایرباس ای۳۸۰–۸۰۰ نزدیک است. (این هواپیما ظرفیت حمل ۴۷۰ نفر را در چیدمان در سه کلاس دارد)

### بوئینگ ۷۷۷ و ۷۷۷x
امارات بزرگ‌ترین کاربر هواپیمای بوئینگ ۷۷۷ در جهان می‌باشد. تا ژانویه ۲۰۱۸ میلادی ۱۶۷ فروند از انواع هواپیمای بوئینگ ۷۷۷ در حال خدمت در این شرکت بوده‌است. در تاریخ ۱ اکتبر ۲۰۱۴ امارات نخستین بوئینگ ۷۷۷ کلاسیک خود با ۱۸ سال سن را بازنشسته کرد. یکصدمین بوئینگ ۷۷۷ امارات در تاریخ ۲۸ اکتبر همان سال به این شرکت تحویل شد. در نمایشگاه هوا فضای دبی سال ۲۰۱۳ بوئینگ خبر فروش ۱۵۰ فروند هواپیمای ۷۷۷ تازه شامل ۳۵ فروند سری ۸ و ۱۱۵ فروند سری ۹ به امارات را اعلام کرد. تحویل این هواپیماها از سال ۲۰۲۰ آغاز خواهد شد.

### بوئینگ ۷۸۷
شرکت بوئینگ در حال حاضر مشغول طراحی گونه تازه‌ای از بوئینگ ۷۸۷ با نام۱۰–۷۸۷ است، که تنها در راستای تطبیق با نیازهای هواپیمایی امارات ساخته خواهد شد. این موضوع پس از آن اتفاق افتاد که هواپیمایی امارات، بوئینگ‌های ۷۸۷ فعلی یعنی سری ۸ و ۹ را به دلیل ظرفیت کم نامناسب اعلام کرد و به جای آن‌ها ایرباس ای۳۵۰ سفارش داد. ۷۸۷های مخصوص هواپیمایی امارات، توان حمل ۲۹۰ مسافر را در چیدمان در سه کلاس خواهند داشت. در ۱۲ نوامبر سال ۲۰۱۷ میلادی امارات خبر خرید ۴۰ فروند بوئینگ ۷۸۷ سری ۱۰ به ارزش ۱۵/۱ میلیارد دلار را اعلام کرد. این خبر در نمایشگاه هوا فضای دبی به صورت رسمی اعلام شد.

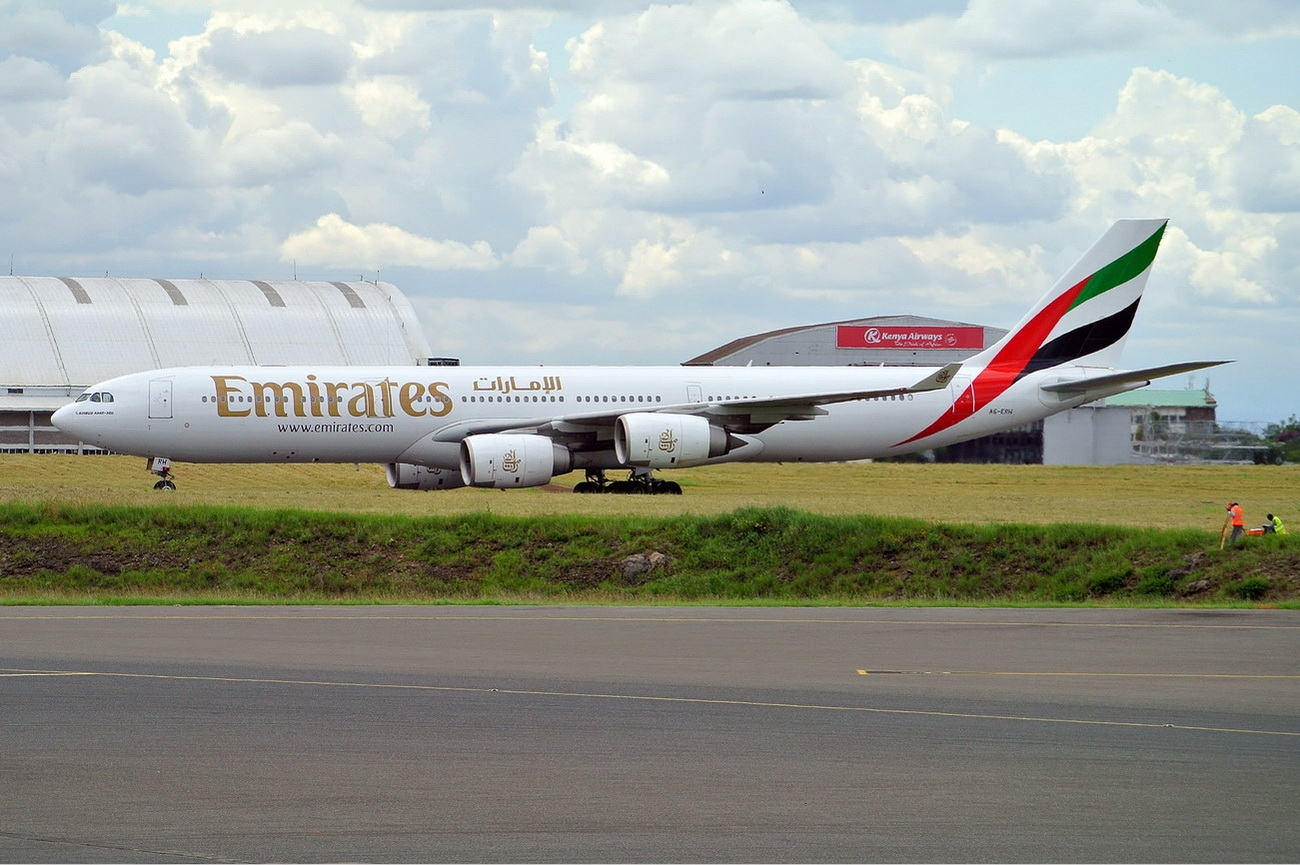
یک فروند ایرباس ۵۰۰–۳۴۰هواپیمایی امارات خانوادهٔ ای۳۳۰ و ای۳۴۰ امارات از سال۲۰۱۶ کنار گذاشته شده‌اند

### دیگر هواپیماها
- هواپیمایی امارات خرید یک دوجین ایرباس ای۳۴۰–۶۰۰ را که پیش از این به ایرباس سفارش داده بود، برای مدتی طولانی به تأخیر انداخت، تا شرکت سازنده فرصت ارتقای آن را پیدا کند. هواپیمایی امارات ۱۲ فروند از این نوع هواپیما را سفارش داده و در حال بررسی ۶ سفارش دیگر بود. در تاریخ ۳۱ اکتبر سال ۲۰۰۶ امارات کل سفارش ۲۰ فروندی ایرباس ۳۴۰ خود را لغو نمود چون احتمالاً ایرباس ای ۳۸۰ را گزینه ای بهتر می‌دانست.[۲۴]
- در ژوئن سال ۲۰۱۴ امارات سفارش قطعی خود برای دریافت ۷۰ فروند هواپیمای ایرباس ۳۵۰ را لغو کرد. این شرکت دیگر سفارشی برای این هواپیما ندارد.[۲۵]

## اسپانسرینگ[۲۶]
- هواپیمایی امارات حامی اصلی مسابقات جام جهانی سوارکاری اسب‌های اصیل دوبی است.
- هواپیمایی امارات حامی مالی اصلی مسابقات سوارکاری ملبورن استرالیاست.
- هواپیمایی امارات جزء حامیان مالی جام جهانی فوتبال زنان در سال ۲۰۰۳ بود.
- باز آلدرین فضانورد مشهور آمریکایی و مادلین آلبرلیت وزیر امور خارجه اسبق آمریکا مسافران اختصاصی نخستین پرواز هواپیمایی امارات از دبی به نیویورک بودند.
- امارات هواپیمایی رسمی بازی‌های جام جهانی فوتبال ۲۰۰۶ آلمان بود.
- هواپیمایی امارات در کنار شرکت‌های کاتای پسیفیک، سنگاپور ایرلاینز و ویرجین آتلانتیک جزء معدود هواپیمایی‌های دنیا است که همه صندلی‌هایش به تلویزیون اختصاصی مجهزاند.
- هواپیمایی امارات حامی مالی باشگاه فوتبال کالینگوود است.
- هواپیمایی امارات حامی مالی باشگاه فوتبال آرسنال در لیگ برتر انگلستان است و نامش از سال ۲۰۱۴ بر ورزشگاه تازه این باشگاه است.
- پیش از این هواپیمایی امارات حامی مالی باشگاه فوتبال چلسی بود.
- شرکت امارات پیش از آغاز مسابقات فرمول۱ سال ۲۰۰۶ از امضای قراردادی با تیم مک لارن مرسدس برای حمایت مالی از آن خبر داد.
- هواپیمایی امارات حامی مالی تیم هامبورگر اس وی در مسابقات بوندس لیگا آلمان است.
- هواپیمایی امارات حامی مالی کمیته داوران فوتبال انگلستان است.
- هواپیمایی امارات حامی مالی تیم کریکت امپایر انگلستان است.
- امارات نخستین شرکتی است که در آن واحد حمایت مالی هر دو تیم را در یک بازی در مسابقات جام باشگاه‌های اروپا ۲۰۰۶ به عهده دارد. (در مسابقه دو تیم آرسنال و هامبورگر اس وی) از آنجا که بر پایه مقررات یوفا چنین چیزی ممکن نیست، در مسابقه رو در روی این دو تیم بر پیراهن تیم میزبان عبارت دبی و بر پیراهن تیم مهمان تبلیغ اصلی امارات قرار خواهد گرفت.
- هواپیمایی امارات تا سال ۲۰۱۹ حامی اصلی تیم فوتبال پاری سن ژرمن بود.
- امارات حامی اصلی باشگاه فوتبال آ. س میلان است.
- از آغاز فصل ۲۰۱۳ اسپانیا طی قرارداد ۱۷۰ میلیون یورویی به مدت ۵ فصل حامی باشگاه رئال مادرید است.
- هواپیمایی امارات حامی مالی باشگاه فوتبال آث میلان در لیگ ایتالیا در فصل ۲۰۱۹–۲۰۲۰ نیز می‌باشد.

## حوادث

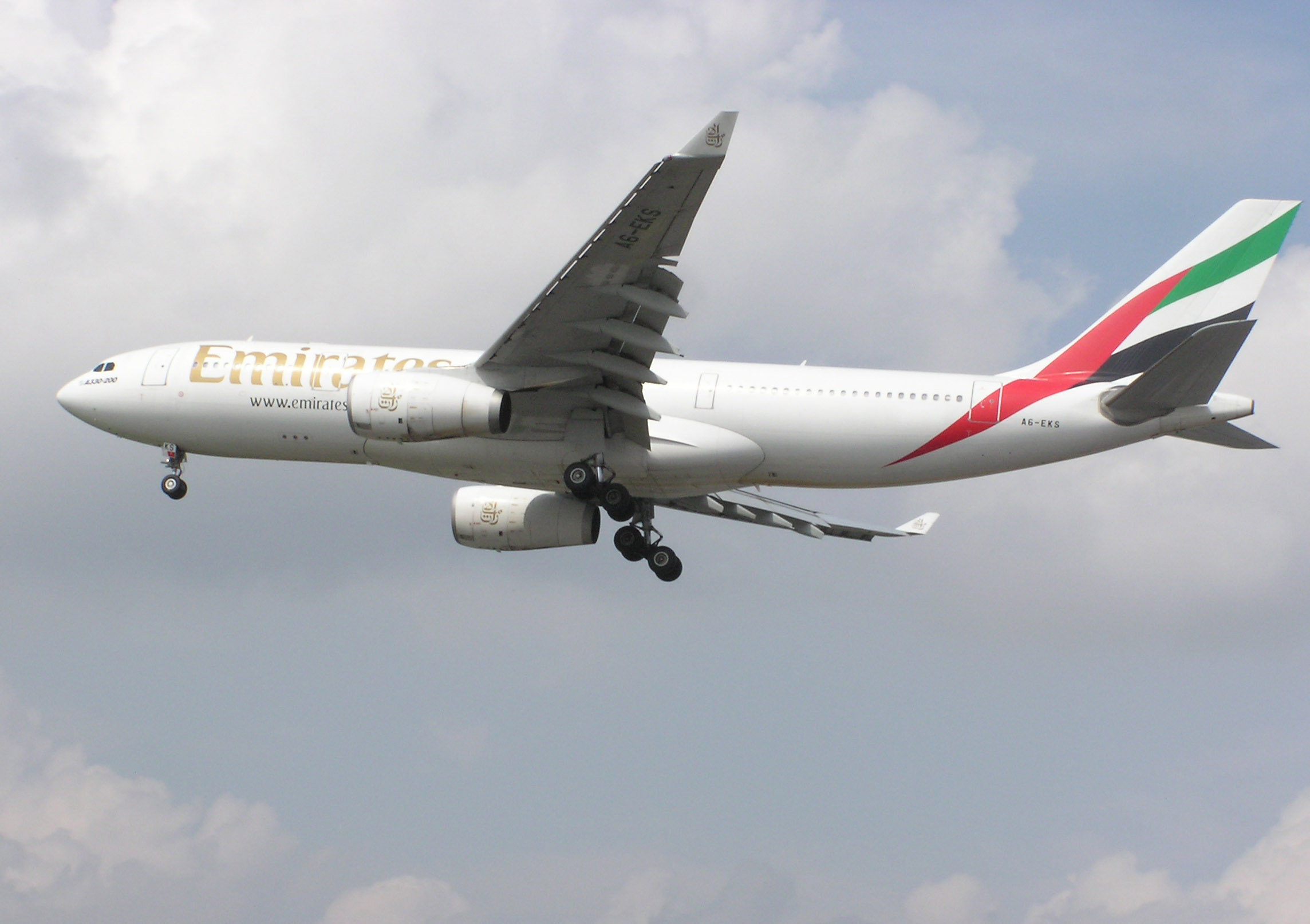
هواپیمای ایرباس A330-200 شرکت امارات

- در روز ۱۹ آوریل سال ۲۰۰۴ یک فروند ایرباس ای۳۴۰–۳۱۳ ایکس امارات در فرودگاه ژوهانسبورگ از باند خارج شد. این هواپیما در شرایطی که در حال برخاستن بود، در آستانه باند پرواز، از مسیر خود خارج شد و ضمن برخورد با چراغ‌های فرودگاه به بخش‌هایی از باند نیز آسیب رساند. این حادثه هیچ تلفاتی نداشت.
- در روز ۲۸ مه سال ۲۰۰۶ یک فروند ایرباس ای ۳۳۰–۲۴۳ امارات که از دبی راهی وین (پرواز ۱۲۷) شده بود لحظاتی پس از برخاستن در فرودگاه بین‌المللی دبی فرود اضطراری نمود. در این حادثه به کسی آسیبی نرسید.
- در تاریخ چهارشنبه ۴ اوت ۲۰۱۶ در سانحه‌ای یک فروند بوئینگ ۷۷۷ هواپیمایی امارات که با ۲۸۲ مسافر و ۱۸ خدمهٔ پروازی از تریواندروم در جنوب هند به سمت دوبی پرواز می‌کرد، در فرودگاه مقصد فرود اضطراری می‌کند و برخی مسافران آسیب جزئی می‌بینند. با این حال همه هواپیما در آتش می‌سوزد و یک آتش‌نشان نیز جان خود را از دست می‌دهد. علت دقیق این سانحه هنوز مشخص نیست. اما برج مراقبت دوبی عنوان کرد که به نظر می‌رسد چرخ سمت راست هواپیما به‌طور کامل باز نشده‌است. ۲۶ ژوئیه همین سال نیز یک فروند هواپیمای بوئینگ ۷۷۷ همین شرکت که به مقصد مالدیو در حال پرواز بود به علت نقص فنی مجبور به فرود اضطراری در شهر بمبئی هند شد.[۲۷]